# 謝曼怡
謝曼怡，GBS，JP（1962年9月27日—），香港公務員，官至首長級甲一級政務官，退休前為香港特區政府食物及衛生局常任秘書長（衛生）。

## 簡歷
謝曼怡1984年畢業於香港大學，同年8月加入香港政府政務職系。她曾任職的決策局及部門包括前保安科、前政務總署、前經濟科、前財政科、前新機場工程統籌署及前工商科等，於2005年4月晉升至首長級乙一級政務官，於2008年4月晉升至首長級甲級政務官，2011年5月27日獲升任為首長甲一級政務官。 財政司司長在2013年6月委任財經事務及庫務局常任秘書長（庫務）謝曼怡擔任長遠財政計劃工作小組主席。2017年6月22日，獲委任為食物及衛生局常任秘書長（衛生），於同年7月24日履新。
謝曼怡所任的重要職位包括：
- 1999年7月至2006年4月：獲委任為庫務局副局長，此職位其後改稱為財經事務及庫務局副秘書長（庫務）
- 2006年4月至2007年10月：行政署長。
- 2007年10月至2010年4月：行政長官辦公室常任秘書長。
- 2010年4月26日至2012年7月：商務及經濟發展局常任秘書長（通訊及科技）[7]。
- 2012年7月25日至2017年7月16日：財經事務及庫務局常任秘書長（庫務）[8]
- 2017年7月24日至2020年6月4日：食物及衛生局常任秘書長（衛生）[9]

謝曼怡被稱為前行政長官曾蔭權的「愛將」，近年謝曼怡的晉升速度相當快。謝曼怡的丈夫周達明亦為政務官，晉升速度同樣相當快，時任公務員事務局常任秘書長。謝曼怡其後取得哈佛大學公共行政碩士學位，其丈夫亦曾於哈佛大學進修 。
謝曼怡在2020年10月獲頒金紫荊星章。

## 上網學習支援計劃事件
「上網學習支援計劃」由行政長官曾蔭權於2009年10月的施政報告中提出，原計劃於2011年9月新學年推行，由政府向領取綜援家庭的學生派發每年1300元「電腦及上網津貼」，並由指定機構提供服務。
2011年4月18日，前政府資訊科技總監葛輝向立法會去信，指出其辭職涉及公眾利益，與政府操守問題有關，並非「私人理由」。
2011年5月26日，葛輝向資訊科技及廣播事務委員會提交13頁的信件，披露事件詳情。指2010年獲撥款2億2000萬元的「上網學習支援計劃」招標程序不公平，遴選過程有「政治任務」。他並指出受到其上司曾俊華、謝曼怡及劉吳惠蘭的壓力，要求他把合約批予與民建聯關係密切的互聯網專業協會屬下的信息共融基金會；最終計劃一分為二，由信息共融基金會及社會服務聯會分地區進行。5月27日，黃毓民將信件公開。
2011年6月7日，立法會資訊科技及廣播事務委員會召開特別會議，討論計劃的遴選程序，葛輝及謝曼怡皆有出席。